# نوگی ماره‌سوکه
نوگی ماره‌سوکه (به ژاپنی: 乃木希典 Nogi Maresuke)؛ زاده ۲۵ دسامبر ۱۸۴۹ درگذشته ۱۳ سپتامبر ۱۹۱۲) ژنرال نیروی زمینی امپراتوری ژاپن و فرماندار تایوان بود.